# Baily Head
Das Baily Head ist eine Landspitze auf der Ostseite von Deception Island im Archipel der Südlichen Shetlandinseln. Sie liegt zwischen dem South East Point und dem Rancho Point am südlichen Ende der Costa Recta. Die Landspitze ist Standort der größten Kolonie von Zügelpinguinen im Gebiet der Antarktischen Halbinsel.
Der Falkland Islands Dependencies Survey nahm zwischen 1953 und 1954 Vermessungen vor. Das UK Antarctic Place-Names Committee benannte sie 1957 nach dem britischen Astronomen Francis Baily (1774–1844), der die 1829 von Henry Foster auf Deception Island vorgenommenen Pendelmessungen ausgewertet hatte. Entgegen anderslautenden Darstellungen ist diese Landspitze nicht Synonym zum Rancho Point.